# Roßmarkt (Frankfurt nad Menem)
Roßmarkt (pol. Koński Targ) – plac w centrum Frankfurtu nad Menem. Po poszerzeniu murów miejskich (ok. 1333) miejsce handlu końmi. Przy placu znajduje się Kościół św. Katarzyny i pomnik Gutenberga.